# 155e brigade d'infanterie de marine de la Garde
Pour les articles homonymes, voir 155e brigade.
La 155e brigade d'infanterie de marine de la Garde (en russe : 155-я гвардейская бригада морской пехоты) de son nom complet la 155e brigade indépendante d'infanterie de marine de la Garde Kourskaïa des ordres de Joukov et de Souvorov, nommé d'après le major-général M. E. Goudkov, double héros de la fédération de Russie (en russe : 155-я отдельная гвардейская Курская орденов Жукова и Суворова бригада морской пехоты имени дважды Героя Российской Федерации генерал-майора М. Е. Гудкова ; en abrégé : 155 обрмп), est une unité d'infanterie de marine des Forces armées russes (numéro d'unité militaire 30926).
L'unité fait partie de la flotte du Pacifique, dont la garnison est située à Vladivostok, dans le kraï du Primorié.
Depuis 2022, la brigade participe à une l'invasion russe de l'Ukraine, où elle combat près de Kiev, Pavlivka et Vouhledar.

## Historique
La 155e brigade d'infanterie de marine est créée le 1er décembre 2009, en réorganisant la 55e division d'infanterie de marine, créée en 1968.

### Implication en Syrie
Lors de l'intervention russe en Syrie, la 155e brigade fournit un soutien et une couverture à un groupe d'aviation dans le cadre de l'unité opérationnelle permanente de la marine russe.

### Invasion russe de l'Ukraine
À partir de 2022, la brigade participe à l'invasion russe de l'Ukraine.
Le 13 mars, le journaliste Roman Tsimbaliouk rapporte les pertes importantes de la brigade dans les combats : « environ 600 militaires tués et autant de blessés ».
Le 19 mars, l'état-major général des forces armées ukrainiennes signale que des unités distinctes de la 155e brigade d'infanterie de marine et de la 40e brigade d'infanterie de marine (Petropavlovsk-Kamtchatski) sont transférées sur le territoire de la Biélorussie pour remplacer les pertes du district militaire est.
Le 28 mars, le président Poutine attribue à la brigade le titre d'unité honorifique « de la Garde », en même temps que la 126e brigade de défense côtière.
Les 3 et 4 avril 2022, des unités des forces armées russes auraient commis des crimes de guerre lors de l'occupation de localités près de Kiev. La 155e brigade occupe alors la zone de la ville d'Ivankiv — le village de Rozvajiv dans le raïon de Vychhorod de la région de Kiev,,[réf. à confirmer].
Début novembre 2022, de lourdes pertes sont signalées par les Ukrainiens au sein de la brigade lors de batailles dans la région de Pavlivka, près de Vouhledar, dans l'oblast de Donetsk[réf. à confirmer]. Les militaires de la brigade et les propagandistes russes ont écrit une lettre ouverte, s'adressant à Poutine, dans laquelle ils affirment avoir dénombré en quatre jours, « environ 300 personnes tuées, blessées et portées disparues », rejetant la faute sur les  généraux Roustam Mouradov et Zourab Akhmedov — tout en demandant l'envoi d'une commission indépendante, non associée au ministère de la Défense de la fédération de Russie[réf. à confirmer].
Début février 2023, la 155e brigade déplore à nouveau de lourdes pertes lors de l'offensive sur Vouhledar. Les enregistrements vidéo d'un affrontement montrent environ 30 véhicules de combat russes détruits: 13 chars détruits et 12 BMP (véhicule militaire), représentant environ la moitié du bataillon blindé russe. Les correspondants militaires ossètes tentent de rejeter la responsabilité des échecs tactiques sur le commandement supérieur, en particulier à nouveau sur le général Mouradov. Cependant, les images montrent des forces russes engagées dans des opérations inefficaces, indiquant que la 155e brigade semble être composée de soldats fraîchement mobilisés et mal entraînés.
Selon l'analyse du service russe de la BBC, au 5 octobre 2024, les unités d'élite des 155e et 40e brigades de marines auraient vraisemblablement, à elles seules, perdues plus de 2 100 hommes à Vouhledar, y compris les blessés graves, les morts et les disparus, soit 40 % de l’effectif d'avant-guerre de ces deux unités,.
Le 18 octobre 2024, la 95e brigade d'assaut aérien ukrainienne tue 30 soldats et détruit trois véhicules blindés de transport de troupes de la 155e brigade lors d'un engagement dans l'oblast de Koursk.
La brigade reçoit l'ordre de Souvorov le 23 janvier 2025.
Le 2 février 2025, le chef du bataillon « Tigir », Sergueï Iefremov, est tué par les forces ukrainiennes dans l'oblast de Koursk,. Le 21 février 2025, la brigade reçoit le titre honorifique « de Koursk ».
Le 30 mai 2025, une source du renseignement militaire ukrainien revendique la responsabilité de deux explosions près de la baie de Desantnaïa, à Vladivostok. Ces explosions ont visé le poste de commandement et la caserne du 47e bataillon d'assaut de la 155e brigade. Selon la Commission antiterroriste russe du kraï du Primorié, l'explosion a été causée par l'inflammation de « bouteilles de propane-butane ».
Le commandant en chef adjoint de la marine russe, Mikhaïl Goudkov (commandant de la 155e brigade jusqu'en mars 2025), est tué le 3 juillet 2025 par une frappe aérienne dans l'oblast de Koursk,. L'unité reçoit le titre honorifique « nommé d'après le major-général M. E. Goudkov, double héros de la fédération de Russie ».

## Composition
- 59e bataillon d'infanterie de marine (village de Slovyanka) ;
- 47e bataillon d'assaut ;
- 287e division d'artillerie automotrice (village de Slovyanka) ;
- 288e division d'artillerie de missiles anti-aériens ;
- Bataillon « Tigre » (2024)[24],[25].

## Pertes
En date de septembre 2022, 74 soldats de la 155e brigade d'infanterie de marine ont été tués depuis le début de l'invasion de l'Ukraine en février 2022.